# 61 Девы b
61 Девы b (англ. 61 Virginis b) — экзопланета у звезды 61 Девы в созвездии Девы. Планета удалена от Солнца на 27,8 ± 0,2 световых лет.
Материнская звезда является солнцеподобным жёлтым карликом спектрального класса G5.
Планета 61 Девы b в 5,1 раза больше планеты Земля и является примером суперземли. Она вращается очень близко к звезде, на расстоянии 0,050201 а. е. с эксцентриситетом 0,12. Планета была открыта в 2009 году в обсерватории Кека и Англо-Австралийской обсерватории с использованием метода Доплера. Жизнепригодность планеты ставится под сомнение, так как на 61 Девы b слишком высокая температура из-за близости к звезде.